# أنيس بوجلبان
أنيس بوجلبان وهو لاعب كرة قدم تونسي في منتخب تونس لكرة القدم.
قائد النادي الرياضي الصفاقسي فائز بعدة ألقاب معه، ثم غادر الفريق موسم 2006–2007 باتجاه نادي الأهلي المصري ولعب بعد الاهلي مع نادي الخليج الإماراتي و النادي الأفريقي.
وقد لعب 20 مقابلة دولية مع منتخب تونس سجل خلالها هدفين وكان حاضرا في كأس الأمم الأفريقية 2002.

## روابط خارجية
- أنيس بوجلبان على موقع الاتحاد الدولي (مؤرشف)  (الإنجليزية)
- أنيس بوجلبان على موقع قاعدة بيانات كرة القدم.إي يو (الإنجليزية)
- أنيس بوجلبان على موقع ناشيونال فوتبول تيمز (الإنجليزية)
- أنيس بوجلبان على موقع كووورة